# Flying Petrels
De Flying Petrels is een honk- en softbalvereniging in Purmerend.

## Geschiedenis
De geschiedenis van het honkbal in Purmerend begon al in 1960 toen de huidige vereniging als onderafdeling van de voetbalvereniging Purmersteijn geregistreerd stond. In de beginjaren werd er ook gespeeld op het voetbalveld van de vereniging. Vanaf 1968 werd de club zelfstandig opgenomen bij de KNBSB en koos voor de naam Flying Petrels, hetgeen Vliegende Stormvogels betekent. Toentertijd droegen de speler op hun toen nog flanellen honkbalkostuums een grote oranje hoofdletter P dus het lag voor de hand om een naam te kiezen die ook met een P zou beginnen. Er lag ook een voorstel tot de naam Flyers en uiteindelijk werd tot een combinatie besloten. Tegenwoordig bestaat het kostuum uit een grijze broek, rood ondershirt en blauw overshirt met rode opdruk Petrels.
Flying Petrels kent één Nederlandse Honkbalinternational. Erik Lommerde heeft in de periode 1989 - 1995 in het Nederlands Honkbalteam gespeeld.

## Vereniging
In haar hoogtijdagen in de jaren negentig en het begin van de 21e eeuw, toen zowel bij de heren en dames op een hoog bondsniveau werd uitgekomen, telde de vereniging meer dan 400 leden. In de beginjaren van deze eeuw kwam het herenhonkbalteam nog uit in de eerste klasse. Na enkele jaren in de tweede klasse te hebben gespeeld is dit team er in 2019 weer in geslaagd om het kampioenschap in de tweede klasse binnen te halen en komt daarmee in 2020 weer uit in de eerste klasse. De Flying Petrels heeft twee seniorenhonkbalteams, één juniorenteam, één aspirantenteams en één pupillenteam en hopelijk in 2020 weer een beeballteam. Bij het softbal zijn er twee damesteam en m.i.v. 2020 één herenteam, als ook een slowpitchteam. In 2020 speelt het dames softbal 1 team in de tweede klasse, nadat zij zowel in 2018 als 2019 gepromoveerd zijn. De vereniging heeft haar domicilie op Sportcomplex De Dop aan de Van IJsendijkstraat.